# Stein des Anstoßes

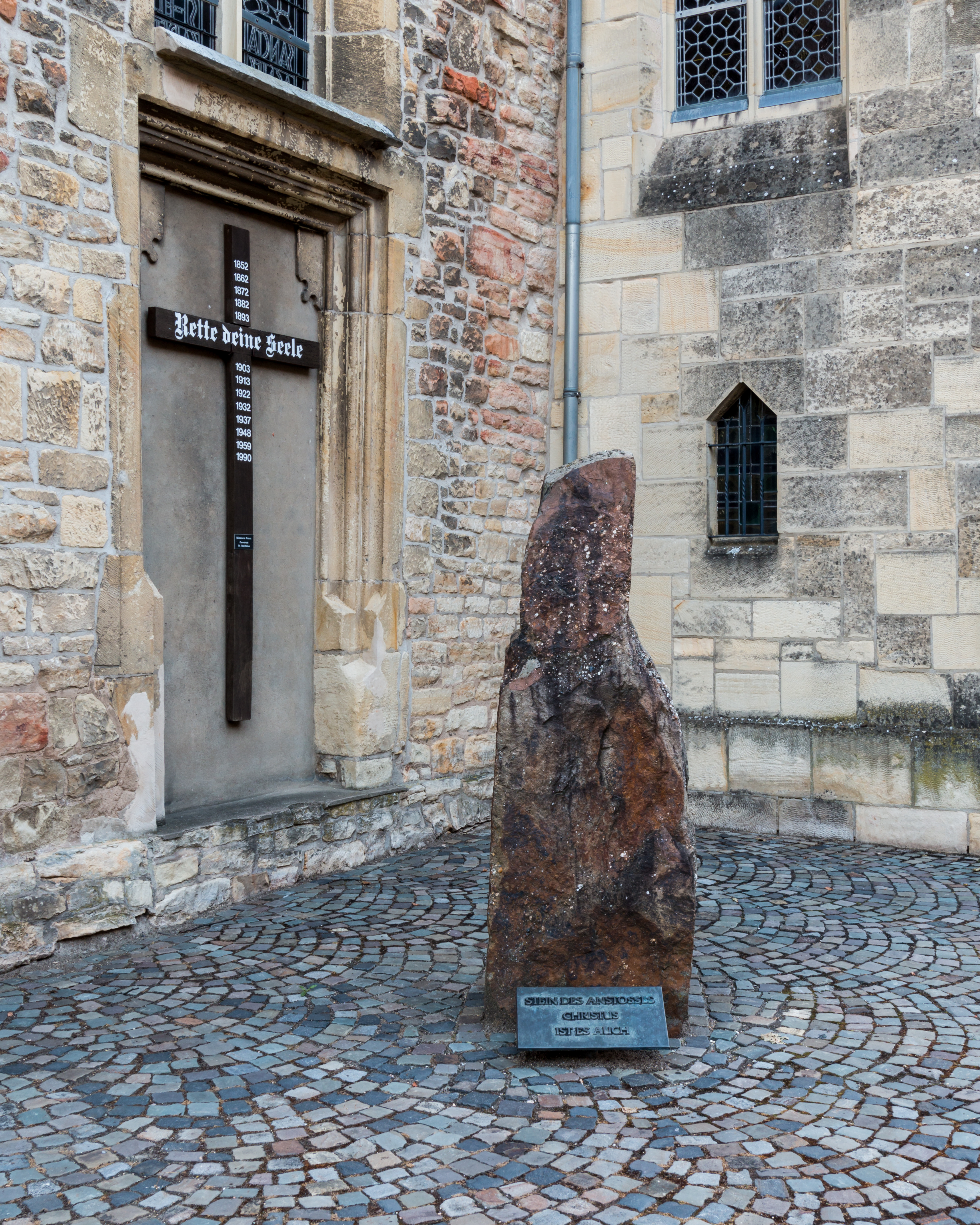
Skulptur Stein des Anstosses an der St.-Bonifatius-Kirche in Schapdetten, Nottuln, Nordrhein-Westfalen

Die Redewendung Stein des Anstoßes bezeichnet ein Objekt oder ein Thema, das im übertragenen Sinne das Zentrum, den Auslöser eines Streites oder eines Ärgernisses verschiedener Parteien darstellt. In Adelungs Grammatisch-kritisches Wörterbuch der Hochdeutschen Mundart von 1801 heißt es, es sei „eine Sache, welche bey andern Anstoß verursacht“.

## Herkunft
Die Quelle dieser Wendung ist in Luthers Bibelübersetzung zu suchen. Dort heißt es:
- „Er wird ein Fallstrick sein und ein Stein des Anstoßes und ein Fels des Ärgernisses für die beiden Häuser Israel, ein Fallstrick und eine Schlinge für die Bürger Jerusalems, […].“ (Jes 8,14 LUT)

Diese Stelle wird im Neuen Testament wieder aufgegriffen, wenn es heißt:
- „Sie stießen sich am Stein des Anstoßes, […].“ (Röm 9,32 EU)
- „[…] ein Stein des Anstoßes und ein Fels des Ärgernisses; sie stoßen sich an ihm, weil sie nicht an das Wort glauben, wozu sie auch bestimmt sind.“ (1 Petr 2,8 LUT)